# Takuya Tasso

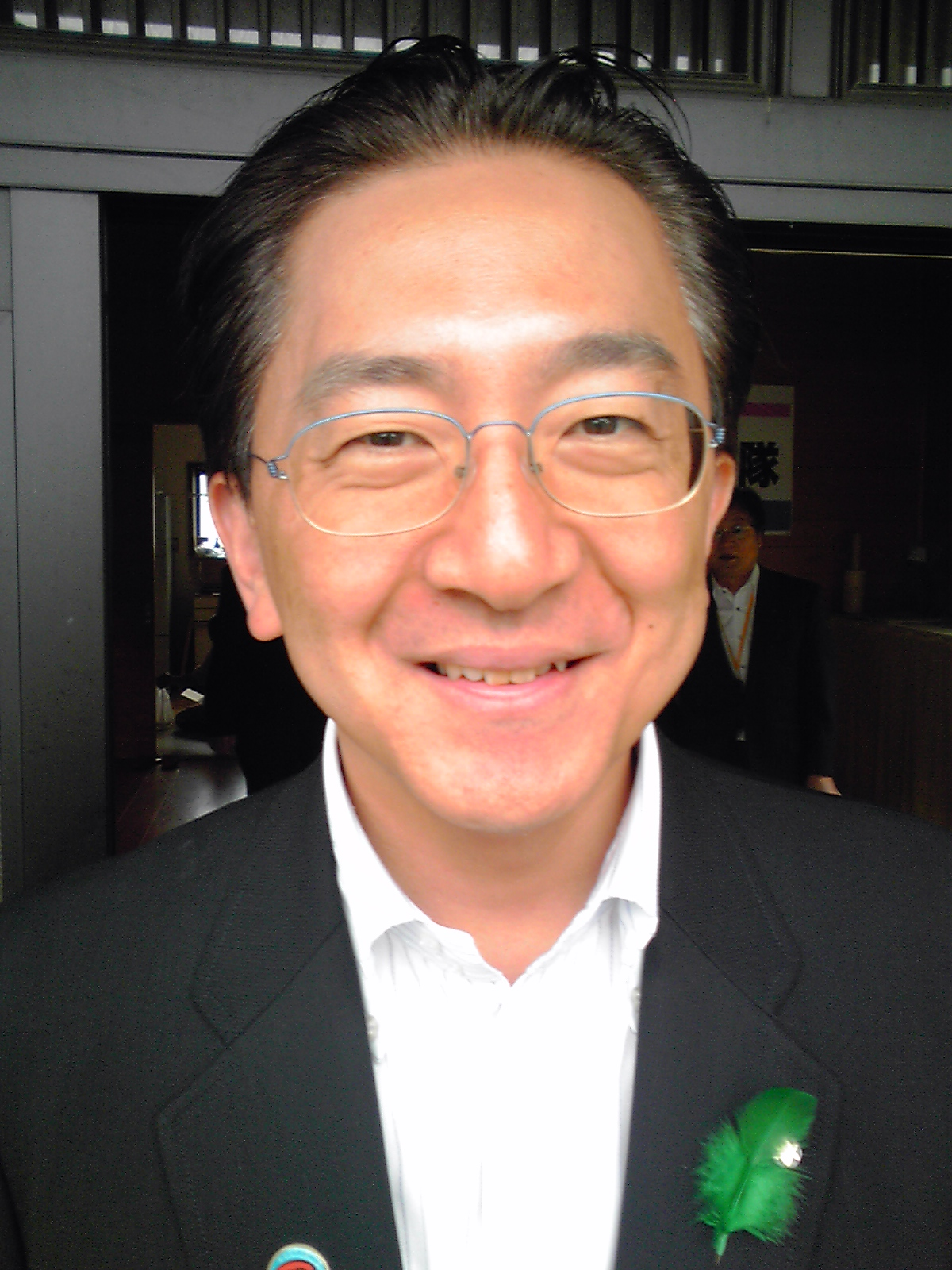
Tasso Takuya (2010)

Takuya Tasso (jap. 達増 拓也, Tasso Takuya; * 10. Juni 1964 in Morioka, Präfektur Iwate) ist ein japanischer Politiker und seit 2007 in erster Amtszeit Gouverneur der Präfektur Iwate. Zuvor hatte er für über zehn Jahre, zuletzt für die Demokratische Partei (DPJ) dem Shūgiin, dem Unterhaus des japanischen Parlaments, angehört.

## Leben
Tasso, Absolvent der rechtswissenschaftlichen Fakultät der Universität Tokio, wurde 1988 Beamter im Außenministerium. 1991 absolvierte er ein Graduiertenstudium an der Johns Hopkins University. Bei der Shūgiin-Wahl 1996 wurde er im Wahlkreis Iwate 1, der auch seine Heimatstadt Morioka umfasst, als Kandidat der Neuen Fortschrittspartei erstmals ins Parlament gewählt. Während der Parteiumbildungen der 1990er Jahre gehörte er als eines der sogenannten Ozawa children, Anhängern des Parteivorsitzenden Ichirō Ozawa – ebenfalls aus Iwate –, der Liberalen Partei Ozawas und schließlich der Demokratischen Partei an. Seinen Wahlkreis konnte Tasso 2000, 2003 und 2005 verteidigen. Im Shūgiin war er unter anderem Mitglied des Haushalts- und des Auswärtigen Ausschusses.
2007 kündigte der seit 1995 amtierende Gouverneur von Iwate, Hiroya Masuda, an, nicht für eine vierte Amtszeit zu kandidieren. Tasso legte sein Abgeordnetenmandat nieder, um sich für die Nachfolge zu bewerben. Die Gouverneurswahl fand ebenso wie die Parlamentswahl in Iwate bei den einheitlichen Regionalwahlen am 8. April 2007 statt. Tassos Kandidatur als formal unabhängiger Kandidat wurde von der DPJ unterstützt, sein Hauptkonkurrent Jun’ichi Yanagimura hatte die Unterstützung der damals regierenden Liberaldemokratischen Partei. Tasso konnte Yanagimura, den Wrestler „The Great Sasuke“ und zwei weitere Kandidaten klar distanzieren. Gleichzeitig wurde die DPJ in Iwate erstmals stärkste Partei in einem Präfekturparlament. Tasso trat das Gouverneursamt am 30. April 2007 an.
In seiner Amtszeit versuchte er den Haushalt Iwates durch Kürzungen der Gehälter der Präfekturangestellten und bei Infrastrukturprojekten zu konsolidieren.
Bei den Wahlen 2011 gegen drei Kandidaten mit Zweidrittelmehrheit und 2015 mangels Gegenkandidat ohne Abstimmung wurde Tasso für zwei weitere Amtszeiten bestätigt.